# Ла-Мазо
Ла-Мазо́ (кат. La Masó) - місто, розташоване в Автономній області Каталонія в Іспанії. 
Знаходиться у районі (кумарці) Ал-Камп провінції Таррагона, згідно з новою адміністративною реформою перебуватиме у складі баґарії Камп да Таррагона.

## Населення
Населення міста (у 2007 р.) становить 287 осіб (з них менше 14 років - 9,8%, від 15 до 64 - 67,6%, понад 65 років - 22,6%). У 2006 р. народжуваність склала 5 осіб, смертність - 5 осіб, кількість одружень - 1 (у 2006 р.). У 2001 р. активне населення становило 107 осіб, з них безробітних - 10 осіб.  
Серед осіб, які проживали на території міста у 2001 р., 253 осіб народилися в Каталонії (з них 171 осіб у тому самому районі, або кумарці), 18 осіб приїхало з інших областей Іспанії, а 9 осіб приїхало з-за кордону.  
Університетську освіту має 13,3 % усього населення.  
У 2001 р. нараховувалося 94 домогосподарств (з них 14,9% складалися з однієї особи, 26,6% з двох осіб, 25,5% з 3 осіб, 18,1% з 4 осіб, 9,6% з 5 осіб, 4,3 % з 6 осіб, 1,1% з 7 осіб, 0% з 8 осіб і 0% з 9 і більше осіб). 
Активне населення міста у 2001 р. працювало у таких сферах діяльності : у сільському господарстві - 15,5%, у промисловості - 19,6%, на будівництві - 8,2% і у сфері обслуговування - 56,7%.  
У муніципалітеті або у власному районі (кумарці) працює 52 осіб, поза районом - 57 осіб. 

### Безробіття
У 2007 р. нараховувалося 2 безробітних (у 2006 р. - 2 безробітних), з них чоловіки становили 0%, а жінки - 100%.

## Економіка

### Підприємства міста

#### Промислові підприємства
| Промислові підприємства міста, за сферою діяльності | Промислові підприємства міста, за сферою діяльності | Промислові підприємства міста, за сферою діяльності |
| Рік                                                 | 2002 р.                                             | 2001 р.                                             |
| --------------------------------------------------- | --------------------------------------------------- | --------------------------------------------------- |
| Енергетичні та водні ресурси                        | 0,0%                                                | 0,0%                                                |
| Хімія та метали                                     | 0,0%                                                | 0,0%                                                |
| Переробка металів                                   | 0,0%                                                | 0,0%                                                |
| Продукти харчування                                 | 50,0%                                               | 33,3%                                               |
| Текстиль                                            | 0,0%                                                | 0,0%                                                |
| Виробництво меблів, видання                         | 50,0%                                               | 66,7%                                               |
| Інше                                                | 0,0%                                                | 0,0%                                                |
| Усього підприємств                                  | 2                                                   | 3                                                   |

#### Роздрібна торгівля
| Підприємства роздрібної торгівлі міста, за сферою діяльності | Підприємства роздрібної торгівлі міста, за сферою діяльності | Підприємства роздрібної торгівлі міста, за сферою діяльності |
| Рік                                                          | 2002 р.                                                      | 2001 р.                                                      |
| ------------------------------------------------------------ | ------------------------------------------------------------ | ------------------------------------------------------------ |
| Продукти харчування                                          | 25,0%                                                        | 25,0%                                                        |
| Одяг та взуття                                               | 75,0%                                                        | 75,0%                                                        |
| Товари для дому                                              | 0,0%                                                         | 0,0%                                                         |
| Книги та періодичні видання                                  | 0,0%                                                         | 0,0%                                                         |
| Промислова хімічна продукція                                 | 0,0%                                                         | 0,0%                                                         |
| Продукція, пов'язана з транспортними засобами                | 0,0%                                                         | 0,0%                                                         |
| Інше                                                         | 0,0%                                                         | 0,0%                                                         |
| Усього підприємств                                           | 4                                                            | 4                                                            |

#### Сфера послуг
| Підприємства міста, що працюють у сфері послуг, за діяльністю | Підприємства міста, що працюють у сфері послуг, за діяльністю | Підприємства міста, що працюють у сфері послуг, за діяльністю |
| Рік                                                           | 2002 р.                                                       | 2001 р.                                                       |
| ------------------------------------------------------------- | ------------------------------------------------------------- | ------------------------------------------------------------- |
| Гуртова торгівля                                              | 14,3%                                                         | 25,0%                                                         |
| Готелі та готельний бізнес                                    | 28,6%                                                         | 12,5%                                                         |
| Транспорт та зв'язок                                          | 14,3%                                                         | 12,5%                                                         |
| Посередницькі фінансові послуги                               | 14,3%                                                         | 25,0%                                                         |
| Послуги підприємствам                                         | 0,0%                                                          | 0,0%                                                          |
| Послуги фізичним особам                                       | 14,3%                                                         | 12,5%                                                         |
| Нерухомість та ін.                                            | 14,3%                                                         | 12,5%                                                         |
| Усього підприємств                                            | 7                                                             | 8                                                             |

## Житловий фонд
У 2001 р. 1,1% усіх родин (домогосподарств) мали житло метражем до 59 м², 10,6% - від 60 до 89 м², 57,4% - від 90 до 119 м² і
30,9% - понад 120 м².
З усіх будівель у 2001 р. 8,9% було одноповерховими, 72,4% - двоповерховими, 17,9
% - триповерховими, 0,8% - чотириповерховими, 0% - п'ятиповерховими, 0% - шестиповерховими,
0% - семиповерховими, 0% - з вісьмома та більше поверхами.

## Автопарк
| Автомобілі, зареєстровані у місті, за призначенням | Автомобілі, зареєстровані у місті, за призначенням | Автомобілі, зареєстровані у місті, за призначенням |
| Рік                                                | 2006 р.                                            | 2005 р.                                            |
| -------------------------------------------------- | -------------------------------------------------- | -------------------------------------------------- |
| Приватні автомобілі                                | 66,0%                                              | 66,2%                                              |
| Мотоцикли                                          | 7,4%                                               | 6,5%                                               |
| Вантажівки                                         | 21,7%                                              | 21,6%                                              |
| Трактори                                           | 0,4%                                               | 0,4%                                               |
| Автобуси та ін.                                    | 4,5%                                               | 5,2%                                               |
| Усього автомобілів                                 | 244 шт.                                            | 231 шт.                                            |

## Вживання каталанської мови
У 2001 р. каталанську мову у місті розуміли 99,3% усього населення (у 1996 р. - 96,8%), вміли говорити нею 95,6% (у 1996 р. - 
93,3%), вміли читати 94,9% (у 1996 р. - 88,9%), вміли писати 70,2
% (у 1996 р. - 51%). Не розуміли каталанської мови 0,7%.

## Політичні уподобання
У виборах до Парламенту Каталонії у 2006 р. взяло участь 168 осіб (у 2003 р. - 178 осіб). Голоси за політичні сили розподілилися таким чином:
| \| Вибори до Парламенту Каталонії \| Вибори до Парламенту Каталонії \| Вибори до Парламенту Каталонії \| \| Рік \| 2006 р. \| 2003 р. \| \| -------------------------------------- \| ------------------------------ \| ------------------------------ \| \| Конвергенція та Єднання (CiU) \| 37,5% \| 34,8% \| \| Соціалістична партія Каталонії (PSC) \| 11,9% \| 10,7% \| \| Народна партія (PP) \| 7,1% \| 7,9% \| \| Ініціатива за зелену Каталонію (IC) \| 3% \| 2,8% \| \| Республіканська лівиця Каталонії (ERC) \| 37,5% \| 43,3% \| \| Громадянська партія (C's) \| 1,2% \| 0,0% \| \| Інші \| 1,8% \| 0,6% \| |         |         |
| Вибори до Парламенту Каталонії |         |         |
| Рік | 2006 р. | 2003 р. |
| Конвергенція та Єднання (CiU) | 37,5%   | 34,8%   |
| Соціалістична партія Каталонії (PSC) | 11,9%   | 10,7%   |
| Народна партія (PP) | 7,1%    | 7,9%    |
| Ініціатива за зелену Каталонію (IC) | 3%      | 2,8%    |
| Республіканська лівиця Каталонії (ERC) | 37,5%   | 43,3%   |
| Громадянська партія (C's) | 1,2%    | 0,0%    |
| Інші | 1,8%    | 0,6%    |

У муніципальних виборах у 2007 р. взяло участь 222 осіб (у 2003 р. - 102 осіб). Голоси за політичні сили розподілилися таким чином:
| \| Муніципальні вибори \| Муніципальні вибори \| Муніципальні вибори \| \| Рік \| 2007 р. \| 2003 р. \| \| -------------------------------------- \| ------------------- \| ------------------- \| \| Конвергенція та Єднання (CiU) \| 55,9% \| 0,0% \| \| Соціалістична партія Каталонії (PSC) \| 10,8% \| 0,0% \| \| Народна партія (PP) \| 0,0% \| 0,0% \| \| Ініціатива за зелену Каталонію (IC) \| 0,0% \| 0,0% \| \| Республіканська лівиця Каталонії (ERC) \| 33,3% \| 100,0% \| \| Громадянська партія (C's) \| 0,0% \| 0,0% \| \| Інші \| 0,0% \| 0,0% \| |         |         |
| Муніципальні вибори |         |         |
| Рік | 2007 р. | 2003 р. |
| Конвергенція та Єднання (CiU) | 55,9%   | 0,0%    |
| Соціалістична партія Каталонії (PSC) | 10,8%   | 0,0%    |
| Народна партія (PP) | 0,0%    | 0,0%    |
| Ініціатива за зелену Каталонію (IC) | 0,0%    | 0,0%    |
| Республіканська лівиця Каталонії (ERC) | 33,3%   | 100,0%  |
| Громадянська партія (C's) | 0,0%    | 0,0%    |
| Інші | 0,0%    | 0,0%    |